# Điện mặt trời Mộ Đức
Điện mặt trời Mộ Đức là nhà máy điện mặt trời xây dựng trên vùng đất thôn Đạm Thủy Nam xã Đức Minh huyện Mộ Đức tỉnh Quảng Ngãi, Việt Nam .
Điện mặt trời Mộ Đức có công suất lắp máy 19,2 MW, khởi công tháng 5/2018, hoàn thành tháng 4/2019. Nhà máy có diện tích đất công tác hơn 24 ha, cung cấp năng lượng mỗi năm khoảng 35 triệu KWh .
Điện mặt trời Mộ Đức là nhà máy điện mặt trời đầu tiên xây dựng trên vùng đất tỉnh Quảng Ngãi .